# Eckenweiler
Eckenweiler è una frazione (Stadtteil) della città di Rottenburg am Neckar, nel land del Baden-Württemberg, in Germania.

## Storia
Già comune autonomo, il 1º dicembre 1971 fu soppresso e incorporato a Ergenzingen, unito (a sua volta) a Rottenburg am Neckar il 1º dicembre 1972.